# Елгон
Елгон (Mount Elgon) е огромен, древен, ерозирал, спящ стратовулкан между Уганда и Кения, на 100 km североизточно от езерото Виктория. Това е най-старата и най-голяма самостоятелна вулканична планина в Източна Африка. Базата на вулкана е най-обширната в света, а калдерата е една от най-големите. Елгон е четвъртата по височина планина в Източна Африка и осма в Африка. Планината е от жизненоважно значение за социалното и икономическо развитие на областта и е водосборен район, осигуряващ вода за милиони хора в Уганда и Кения. Поради богатството на ендемични растения и животни Елгон е също така важна зона за опазване на видовете. Плодородните, обикновено добре дренирани почви и благоприятният климат предлагат значителен селскостопански потенциал, което привлича нови заселници.

## Описание
В основата си планината е разположена върху площ с приблизителни размери 80/40 km. Издига се в равнина, намираща се на около 1200 m надморска височина. Със своите над 4000 km2 Елгон има най-голямата вулканична база в света. Въпреки че не е най-висок измежду вулканите в Източна Африка, той е сред най-големите по обем. На върха си завършва с голяма калдера с диаметър около 8 km, заемаща приблизителна площ над 40 km2 и заобиколена от поредица назъбени върхове. По ръба на калдерата се издигат петте най-високи върха в планината с височина над 4000 m. Въпреки височината на планината, средният наклон на склоновете ѝ е не повече от 4 градуса.
В допълнение към интересните и уникални флора и фауна, тук могат да се видят великолепни водопади, огромни пещери, живописни върхове, клисури и горещи извори, които бликат с температура около 48 °С. На изток и югоизток на около 1890 m релефът плавно се слива с платото Uasin Gishu, а на запад и северозапад склоновете са доминирани от зрелищни скали на 1100 m височина откъм равнините на Източна Уганда. Морените в зоната на върха предоставят достатъчно доказателства за бивши заледявания. На неравния под на калдерата са налице значителни блата, отводнявани от реките Суам и Туркуел. Склоновете са набраздени и от многобройни по-малки потоци.
Границата между двете държави минава през калдерата на вулкана, като около 2/3 остават в Уганда и 1/3 – в Кения. От страната на Кения са организирани три природозащитни зони – Национален парк Монт Елгон, Национален резерват Чепкитале и Горски резерват Монт Елгон. От страната на Уганда планината от 1951 година е обявена за резерват, а от 1992 година – за национален парк. С това е създадена една широка трансгранична защитена зона. През 1993 година територията е картирана и са проведени изследвания на биоразнообразието на планината.
Най-високите върхове на планината, които се издигат на височина над 4000 метра са следните:
- Уагага̀й (Wagagai) – 4321 m – на западния ръб, втори по височина в Уганда
- Су̀дек (Sudek) – 4302 m – на южния ръб в Кения
- Който̀бос (Koitobos) – 4222 m – на източния ръб в Кения
- Му̀бий (Mubiy) – 4211 m – на западния ръб в Уганда
- Маса̀ба (Masaba) – 4161 m – на западния ръб в Уганда

Най-високият връх Уагагай е покорен за първи път през 1911 година от Кмунке и Стиглър (Kmunke и Stigler), а вторият по височина Судек – още през 1890 година от Фредерик Джаксън, Ърнест Гейдж и Дж. Мартин.
По склоновете на планината е разпръсната серия от пещери, които не са с вулканичен произход. Кенийската пещера Китум е най-посещаваната, където през нощта слоновете и други едри животни влизат за да ближат минерални соли. Тъй като тя не е голяма, с всяко свое движение вътре в нея те допринасят за разширяването ѝ. Пещерата става печално известна и когато е включена в книгата на Ричард Престън „The Hot Zone“, в която са описани два случая на марбургска хеморагична треска при хора, влизали в нея.
Във вътрешността на планината в Уганда се намира почивната станция Kapkwata и Центърът за изследване на горите Kapkwai. Центърът организира четиридневна програма за ученически групи до 30 души, която позволява на децата да почувстват живата гора и да научат значението на опазването на околната среда. По склоновете на планината има няколко водопада и горещи извори. На 66 km от град Мбале в Уганда, нагоре по пътя към Центъра за изследване на горите, се намират впечатляващите водопади Сипи.

## Геология
Счита се, че първото изригване на вулкана Елгон е станало преди повече от 24 милиона години. Разположен е върху разчленен пенеплен от предкамбрийски произход, представляващ практически равна, на места слабо хълмиста повърхност, формирана на мястото на древни планини. По време на ледниковите периоди планината поддържа многобройни ледници, които са се спускали надолу в продължение на 3400 m.
По склоновете на Елгон могат да се проследят няколко застинали лавови потока, представляващи ерозирали вулканични туфи, които изграждат голямата част от обема на планината. Лавови разливи покриват около 3200 km2 и се състоят предимно от фрагментирани скали и само малко количество повърхностно застинала лава.
Някога Елгон е била най-високата планина в Африка, извисяващи се на над 5895 метра, докато най-високата точка на континента днес, връх Ухуру в Килиманджаро, се издига на 5892 m. Хилядолетия на ерозия са намалили височината на планината, измествайки я до осма по този показател на континента.

## Климат
Планината Елгон попада в пояс с два сухи сезона. Единият от тях е от средата на декември до март, а другият е през юни и юли. Климатът е влажен до умерено сух, с годишни валежи над 1270 mm, а районите с буйни гори получават около 3000 mm годишно. По високите склонове на планината все още епизодична вали сняг, но натрупванията не траят дълго.

## Флора
При изкачване до калдерата се преминава през поредица от приблизително концентрични растителни зони. По-ниските склонове на планината, до границите на двата национални парка, са заети с терени на интензивно селско стопанство.
Първата зона от естествена растителност се състои от широколистни планински гори, които се простират до 2500 m надморска височина. Голяма част от растителните видове в горския пояс над 2000 m са ендемични за планинските региони в Африка, а известно количество от тях са ендемични конкретно за планината Елгон. Горският резерват в Кения е обитаван освен от някои ендемични, също и от световно застрашени видове. По пътя нагоре към калдерата се минава през гора от огромни иглолистни дървета от вида Podocarpus.
От 2400 до 3000 метра височина преобладават бамбукови гори и ниски дървесни видове. Бамбукът е локализиран по западните и южните склонове на планината. Горите, разположени в горната част на водосбора на реките Нзоя и Туркуел обхващат площ от 102 695 ha.
След тях до 3000 – 3500 метра следват растения от сем. Пиренови с преобладаващ вид Phillipea excelsia, достигащ до височина от 6 метра. Над 3500 метра ниските температури и силните ветрове са причина за постепенното преминаване към открити, почти пусти територии.
Над 3800 метра, между туфи, открити пасища и блата, се среща афро-алпийска растителност. Този рядък вид растителност може да се наблюдава само на най-високите планини на Източна Африка. Включва гигантски кръстец и ендемичните гигантска лобелия и Dendrosenecio keniensis, високопланинско растение от сем. Сложноцветни.
От 1930 година в кенийската част на планината протича регламентирана сеч. През 1986 година с президентски указ дърводобивът в естествените гори на Кения е забранен, с изключение на този в планината Елгон, където разрешената сеч продължава.

## Фауна
Общата площ на парковете, обхващащи планината и околните райони в Уганда и Кения, е достатъчно голяма, за да се поддържат жизнеспособни популации на много от по-големите и по-редки видове едри бозайници, които са уязвими и на изчезване в по-малките национални паркове. Тук са изброени 37 световно застрашени вида – 22 бозайника, 2 вида насекоми и 13 вида птици, от които девет са ендемични за планината.
Големите животни в планината са сериозно намалели поради бързото увеличение на човешката популация в планината, особено през 1980-те години. От страната на Уганда в този период повечето слонове и биволи са избити. Въпреки това през последните години редовно могат да се наблюдават биволи, а стада слонове са открити в близост до границата между Кения и Уганда. В днешно време в района са наброени около 100 слона в една обща група. Слоновете тук са от вида африкански саванен слон, а не горските слонове от Западна и Централна Африка. Растителността в гората е с ниско съдържание на минерални соли, особено натрий, така че животните влизат в дълбоките, естествени пещери по склоновете за да задоволят нуждата си от сол. На Елгон пещерите са единственият естествен източник на минерални соли. Цели семейства слонове навлизат в тези пещери на около 150 метра навътре в пълен мрак, разкопават с бивните си богатата на минерали скала и консумират скалните парчета като жизненоважна хранителна добавка. През 2001 година „BBC Natural History Unit“ финансира екип за наблюдение и изучаване на популацията от слонове в планината.
Епизодично срещани бозайници са леопардът, африканската златна котка, петнистата хиена, гигантската горска свиня. Антилопите са представени от бушбок, ориби и дребният дукер. Тук могат да се видят още водни козли от подвида Kobus ellipsiprymnus defassa и дамани от видовете Dendrohyrax arboreus и Heterohyrax bruceii. Много често се срещат и катерици.
Приматите са представени от често срещаните черно-бели колобуси и диадемен гвенон, както и от червеноопашатите Cercopithecus ascanius, които били смятани за изчезнали напълно от района.
Орнитофауната на планината е разнообразна и включва редица редки и застрашени видове птици, които са ограничени само в Елгон и на няколко други планини в Източна Африка. По различни данни планината е обитавана от 296 до 340 вида регистрирани птици, от които 110 са типично горски обитатели, а останалите са силно зависими от гората, включително 40 от тях ендемични. Тук са включени коронованият орел (Stephanoaetus coronatus), ястребът от вида Accipiter tachiro, туракото на Рос (Musophaga rossae), тъмнозеленият конгоански папагал (Poicephalus gulielmi), зелената Pogoniulus leucomystax, Cisticola chubbi, врабчоподобната Schistolais leucopogon, Batis molitor, Lanius mackinnoni, Laniarius luehderi, Telophorus dohertyi. Лесно могат да се наблюдават нектарниците Nectarinia reichenowi и Nectarinia tacazze, тъкачът от вида Ploceus baglafecht, няколко вида птици носорози като Tockus alboterminatus и Bycanistes subcylindricus, характерна с необикновено голмия си клюн. Макар и не много често, тук може да се види застрашеният брадат лешояд, който обитава калдерата и пролома Суам. Редки обитатели са джаксънов фазан (Pternistis jacksoni) и Apalis pulchra, които не се среща никъде другаде в Уганда. Туракото от вида Tauraco hartlaubi и гълъбът Turturoena са ограничени само на територията на планината.

## Население
Планината Елгон е дом на четири основни племена, живеещи от двете страни на границата – сабаот, сабей (сабини), гису (багису) и омотик (доробо, ндоробо). Тя е традиционно важна област за добив на горски продукти от населението – дървен материал, мед, бамбук, дивеч и билки.
Регионът от страната на Кения е гъсто заселен, обитаван предимно от сабаот, но има и заселили се букусу и тесо. През 1970 година част от залесените горски терени около Chebyuk е дадена за ползване на 600 семейства. Те получават правителствена помощ, а процесът навлиза във втората и третата си фаза през 2010 година. Сабаот първоначално са били животновъди, но постепенно започват да се занимават и със земеделие, като отглеждат главно царевица, боб и кафе. В началото на 1990-те години, напрежението между сабаот и букусу избухва в насилие и много семейства от двете страни загубват домовете и фермите си.
Северните склонове на планината на височина 2500 – 3000 m са населени от около 210 домакинства от племето сабини от нило-кушитската група. Занимават се главно със земеделие и животновъдство, отглеждайки говеда, овце и кози на пасища, намиращи се в рамките на горите и на високите земи Moor. По-ниските западни склонове постепенно се заемат от племето гису, също земеделци, които са мигрирали в района от изток през 16 век. Преди засяването растителността се изгаря, площта се обработва с кравешка тор и след това се засажда. Високата надморска височина не позволява производството на царевица, но се отглеждат картофи и вид зелени банани, наричани матоке, суровина за едно от националните ястия на Уганда. При двете племена все още всяка година се извършва ритуалът на инициация на младите момчета, а при сабей – и на момичетата. За гису планината Елгон е дом на Масаба, техният прародител и основател на племето и понякога наричат с това име и самата планина. По склоновете все още живеят незаконно хора от племето омотик, но те се толерират от управлението на националния парк, като преместването им все още не е решено.
Населението в Уганда е едно от най-бързо растящите в света и е било изключително мобилно в близкото минало поради сериозни политически вълнения. Имиграцията в цели региони е висока и посегателствата върху горския резерват продължава нерегламентирано до началото на 1980-те години. Политиката на страната е стабилизирана и управлението на националните паркове в страната става орган, успял да отстои своите виждания за опазване на околната среда. През 1983 и 1990 година стартира програма за изселване и извеждане от парка на част от населението. Двете най-големи преселвания от тази зона се състоят през тези години.
В района на планината съществуват сериозни проблеми със сигурността на едрия рогат добитък, застрашен от кражби и от двете страни на границата. Процъфтява и контрабандата на кафе между общностите от двете държави. Ефективните полицейски дейности са силно затруднени поради огромната площ, гъстата растителна покривка и лошите комуникации между националните паркове на Кения и Уганда.
Бързо нарастващото население от около два милиона души, населяващи териториите около планината, проявява огромен натиск върху тази уникална екосистема. През март 2010 година 365 души са били убити в областта Будуда заради активирано свлачище. На 25 юни 2012 година след проливни дъждове са били отнесени три села и загиват около 100 души, а други 250 са в неизвестност. Но увеличаването на броя на смъртните случаи в резултат от свлачища не спира хората да се установят тук. Според статистическото бюро на Уганда районът има най-високата плътност на населението в страната – 1000 души/km2, с прираст на населението от 3,4% годишно. През последните три години свлачища са погребали живи няколкостотин души, живеещи по склоновете на планината. По тази причина през юли 2012 година правителството на Уганда обявява, че насилствено ще пресели живеещите по стръмните склонове на планината от областта Будуда, тъй като нарастващото население става причина за бързо увеличаване на свлачищата.

## Туризъм
Всички високи върхове са достъпни за туристи, като не се изисква специално алпинистко оборудване. Съществуват няколко изпитани маршрута за изкачване до калдерата на вулкана. От 2005 година е задължително изкачването да става с водач. Най-доброто време за посещение е през по-сухите сезони от юни до началото на август и от декември до март.
Маршрути от страната на Уганда:
- Най-използван и най-удобен е маршрутът край река Саса, по който може да се стигне до най-високия връх Уагагай. Започва от град Будадири и е най-лесно достъпен. Той пресича най-голяма площ от бамбукова гора с много маймуни и минава край прекрасния водоем на Джексън. По пътя има изградени няколко къмпинга, а близо до маршрута има и някои наистина красиви водопади.[10][5]
- Маршрутът Piswa, въпреки че също често се използва, е по-дълъг и по-стръмен от този по река Саса.[10] Започва от Kapkwata и се минава през гора от Podocarpus.[5]
- Започва от Центъра за изследване на гората в Kapkwai, няколко километра под водопада Сипи. Пътеката минава край грандиозната пещера Tatum, скрита в обширната гора.[5]
- Маршрутът Суам е доста по-дълъг от останалите и рядко използван. Започва от село на река Суам на кенийската граница, следва реката през стръмно дефиле, като минава край горещите извори на източната част на калдерата.[5]

Петте основни къмпинга в Уганда са разположени на стратегически места по туристическите маршрути.
От страната на Кения има три подходящи маршрута:
- Най-удобният и най-често използван маршрут на кенийска територия започва от град Кимилили.
- През националния парк Елгон
- От град Китале през Ендебес и Масара

При бързо изкачване над 2500 m има риск от височинна болест, която може да засегне всеки, независимо от възраст, физическа подготовка или предишен опит в планината. Рискът се намалява с бавни изкачвания, за да се даде възможност за аклиматизация на организма, а най-ефективното лечение е незабавното оттегляне на по-ниска надморска височина.

## Екология
Натискът на земеделските земи и масовото производство на дървени въглища продължават да унищожават горите на Елгон. В няколко случая за посеви са разчистени неподходящи горски терени по склоновете, след което те остават незасяти и твърде податливи на ерозия и развитие на свлачища. Това развитие заплашва сериозно да подкопае решаващата роля на района като водосборна зона за околния регион. Едно проучване на горите в планината от 2009 година не показва значителни промени в горската покривка между 2005 и 2007 година.